# 피터 해커
피터 마이클 스티븐 해커(Peter Michael Stephan Hacker, 1939년 7월 15일 ~ )는 영국의 철학자이다. 그의 주요 전문 지식은 마음의 철학, 언어의 철학, 철학적 인류학이다. 그는 루트비히 비트겐슈타인의 철학에 대한 상세한 주석과 해석, 인지 신경과학 에 대한 비판, 인간 본성에 대한 포괄적인 연구로 유명하다.
해커는 루트비히 비트겐슈타인(Ludwig Wittgenstein)이 개척한 철학에 대한 언어학적 치료적 접근의 가장 강력한 현대적 대표자 중 한 명이다. 이 접근법에서는 언어 공동체에서 사용하는 단어와 개념을 주어진 것으로 간주하고 철학의 역할은 이러한 단어의 사용과 이러한 개념 간의 구조적 관계에 대한 개요를 제공함으로써 철학적 문제를 해결하거나 해소하는 것이다. 따라서 철학적 탐구는 과학적 탐구와 매우 다르며 해커는 "철학은 인간의 지식에 대한 기여가 아니라 인간의 이해에 대한 기여"라고 주장한다( "An Orrery of Intentionality"에서 인용). 그는 경험적 관찰과 연구가 개념적 조사와 설명 사이에 뚜렷한 구분선이 없는 경우가 있음에도 불구하고 범주적으로 구별되는 활동이라고 믿다. 이들은 동일한 사람(아인슈타인의 경우와 같이) 또는 다른 사람들이 수행할 수 있는 두 가지 다른 종류의 지적 활동이다. 이로 인해 그는 신경과학이 의식의 본성이나 심신 문제와 같은 철학적 질문에 빛을 밝힐 수 있다고 생각하는 안토니오 다마지오와 대니얼 데닛과 같은 신경과학자 또는 철학자와 같은 " 신경철학자 "와 직접적인 불일치가 발생했다. 해커는 이것이 실제로 문제이며 실증적인 문제가 아니라고 주장한다. 그것들은 논리 언어학적 분석에 의해 해소되거나 해결되어야 하는 개념적 문제와 당혹감이다. 물리학의 발견이 수학적 정리를 증명하는 데 도움이 될 수 있는 것보다 과학적 탐구(인간이나 세상에 대해 더 많은 사실을 배우는 것)는 더 이상 문제를 해결하는 데 도움이 되지 않는다.
일반적으로 해커는 20세기 후반의 심리철학의 많은 수용된 구성 요소가 일관성이 없다고 생각한다. 그는 기능주의, 제거 주의 및 기타 형태의 환원주의 뿐만 아니라 마음-뇌 동일성 이론을 거부한다. 그는 방법론적 다원주의를 옹호하고, 인간 행위에 대한 표준적인 설명이 인과적이라는 것을 부인하고, 이유와 목표 측면에서 설명의 환원 불가능성을 주장한다. 그는 심리학적 속성이 인간 전체에게만 귀속될 수 있다고 주장하면서 심리학적 속성이 이해하기 쉽게 뇌에 귀속될 수 있다는 점을 부인한다. 그는 의식의 수수께끼와 '미스테리'가 다양한 형태의 자동사와 이행 의식에 대한 주의 깊은 분석 아래 풀린다는 것과 소위 감각질( qualia )이 철학자의 허구에 불과하다는 것을 보여주려고 노력했다.